# Dzmitry Savitski
Dzmitry Savitski (en bielorruso: Дзмітрый Савіцкі; Gómel, URSS, 22 de febrero de 1984) es un deportista bielorruso que compitió en gimnasia artística. Ganó dos medallas en el Campeonato Europeo de Gimnasia Artística, plata en 2004 y bronce en 2006, ambas en la prueba por equipos.

## Palmarés internacional
| Campeonato Europeo | Campeonato Europeo    | Campeonato Europeo | Campeonato Europeo   |
| Año                | Lugar                 | Medalla            | Prueba               |
| ------------------ | --------------------- | ------------------ | -------------------- |
| 2004               | Liubliana (Eslovenia) | Medalla de plata   | Concurso por equipos |
| 2006               | Volos (Grecia)        | Medalla de bronce  | Concurso por equipos |